# Jozef Moravčík
Jozef Moravčík  (Nagyócsa, 1945. március 19. –) szlovák diplomata, és politikus. 1998 és 2002 között Pozsony polgármestere volt.
1993. március 19. és 1994. március 13. között  Szlovákia külügyminisztere tisztségét töltötte be. 
1994. március 16. és 1994. december 13. között  Szlovákia miniszterelnöke volt.